# Vågsøy
Vågsøy er en tidligere kommune i den nordvestlige del af Vestland fylke, syd for Stad-halvøen i Norge.
Det er også navnet på den største ø i kommunen. Kommunecenteret er Måløy (bystatus 1997). Rådhuset ”Heradsheim” blev byggeet allerede i 1915. Ved kommunereformen i Norge 2020 blev Vågsøy lagt sammen med Flora til den nye kommune Kinn.
Kommunen grænser til Selje i nord, Vanylven og Eid i øst og Bremanger i syd (over fjorden).

## Kommunikation
Byen ligger ved Ulvesundet og er forbundet med fastlandet med Måløybroen. 
Hurtigruten har fast anløb på Måløy. Der er hurtigbådsforbindelse nordover til Selje og sydover til Florø og Bergen.

## Erhvervsliv
Hovederhvervet er fiskeri, fiskeopdræt og skibsværft. Det er mere end 1.000 arbejdspladser inden for fiskerierhverv på havet og i land, og øen har et af Norges mest moderne fiskeindustrianlæg. Kommunen er Norges største fiskerikommune målt på kvantum (350.000 tons (2002)). 

## Dagens kommune
Da formandskabslovene blev indført i 1837, var Vågsøy og Selje én kommune. Selje var både kirkested og administrationscenter.
I 1900 blev Vågsøy skilt ud som selvstændigt kirkesogn, og 1. januar 1910 blev også kommunegrænserne lagt om. Der blev oprettet to ny kommuner: Syd- og Nord-Vågsøy. Måløy blev administrationscenter for Syd-Vågsøy, Raudeberg i Nord-Vågsøy. 
Den 1. januar 1964 blev de to kommunen slået sammen, kommunegrænserne blev justeret lidt, og Måløy blev fælles administrationscenter. Bygderne Sørpollen, Osmundsvåg og Silda i nord er nu en del Vågsøy. I syd er øerne Husevågøy og Gangsøy i Fåfjorden lagt til kommunen. I øst blev Bryggja og Maurstad del af Vågsøy, da Davik kommune forsvandt.

## Tusenårssted
Kommunens tusenårssted er Moldøen. Moldøen ligger under Måløybroen og var tidligere en ø, men har nu fastlandsforbindelse med en mole.

## Seværdigheder
- Refviksanden
- Kannesteinen
- Hendanes Fyr
- Kråkenes Fyr
- Skongsnes Fyr
- Skongshellaren
- Ulvesund Fyr
- Vågsberget

- Måløy var hovedhavn for The Tall Ships' Races 2008.